# Łomna-Las
Łomna-Las – wieś sołecka w Polsce położona w województwie mazowieckim, w powiecie nowodworskim, w gminie Czosnów, powstała 15 lutego 2002. Do Łomnej-Lasu prowadzi droga wojewódzka nr 639, która łączy wieś z odległą o 1100 metrów drogą krajową nr 7. 
Wieś z własnym sołectwem, na jej terenie znajdują się pozostałości parku podworskiego Trębickich (stąd w świadomości starszych mieszkańców grunty podworskie są nazywane "majątkiem" lub "Łomna-Majątek"). Spadkobiercy sprzedali część terenu, jest tam planowana budowa miasta na ok. 30000 mieszkańców przez kapitał irlandzki na powierzchni 165 ha.  Aktualnie wzdłuż "Trasy Gdańskiej" grunty są sprzedawane pod budowę handlowo-usługową.
W części położonej w otulinie Kampinoskiego Parku Narodowego znajduje się stacja badawcza Instytutu Zoologii PAN oraz Instytutu Parazytologii PAN. W Łomnej-Lesie znajduje się też jeden z pierwszych w kraju hotel dla zwierząt "Bazyli". 
W latach 1927-1943 wzdłuż współczesnej zachodniej granicy wsi przebiegała linia kolejowa Warszawa Gdańska-Palmiry.